# Добун-Мэргэн
Добун-Мэргэн, Добун-Мерган (монг. Добу мэргэн, монг. мэргэн — «меткий», «искусный»; ок. 945 — ?) — предок Чингисхана в двенадцатом поколении, сын Тороколджин-Баяна и Борохчин-гоа, внук Борджигидай-Мэргэна.
Добун-Мэргэн был женат на Алан-гоа, дочери предводителя хори-туматов Хорилартая. Из-за пререканий в туматских землях Хорилартай решил выделиться в отдельный род (монг. обок) и вместе со своими родичами двинулся к землям у горы Бурхан-Халдун. Добун-Мерган вместе со своим старшим братом Дува-Сохором заметил перекочёвывавших людей (в том числе Алан-гоа), и по совету последнего отправился к ним свататься. 
У Добун-Мэргэна и Алан-гоа было двое сыновей, Бельгунотай и Бугунотай; однако вскоре после смерти мужа Алан-гоа родила ещё трёх: Бугу-Хадаги, Бухуту-Салчжи и Бодончара. Хотя по словам самой Алан-гоа её сыновья родились от золотистого предрассветного луча, входившего в дымник юрты, некоторые исследователи (П. Рачневский, Е. И. Кычанов и др.) предполагают, что настоящим отцом этих детей мог быть слуга в доме Алан-гоа. Бельгунотай, Бугунотай, Бугу-Хадаги и Бухуту-Салжчи позднее основали роды Бельгунот, Бугунот, Хатагин и Салджиут соответственно; Бодончар же положил начало роду Борджигинов, откуда происходил Чингисхан.

## В культуре
- Добун-Мэргэн упоминается в романе И. К. Калашникова «Жестокий век», а также в трилогии Н. А. Лугинова «По велению Чингисхана».